# Kate Ryley
Kate Ryley (Toronto, 29 marzo 1989) è un'ex sciatrice alpina canadese.

## Biografia
Attiva in gare FIS dal dicembre del 2004, la Ryley ha esordito in Nor-Am Cup il 1º dicembre 2005 a Winter Park in slalom gigante, senza completare la gara. Il 14 dicembre 2009 ha colto a Panorama in slalom speciale il suo primo podio in Nor-Am Cup (3ª) e il 25 novembre 2007 ha disputato nelle medesime località e specialità la sua unica gara in Coppa del Mondo, senza completarla.
Sempre a Panorama il 13 dicembre 2014 ha ottenuto in slalom speciale il suo terzo e ultimo podio in Nor-Am Cup (3ª); si è ritirata all'inizio della stagione 2016-2017 e la sua ultima gara è stata uno slalom speciale FIS disputato a Craigleith il 29 dicembre, chiuso dalla Ryley al 2º posto. In carriera non ha preso parte a rassegne olimpiche o iridate.

## Palmarès

### Nor-Am Cup
- Miglior piazzamento in classifica generale: 11ª nel 2010
- 3 podi:
  - 3 terzi posti